# Ugandai labdarúgó-bajnokság (első osztály)
Az 1968-ban alapított ugandai labdarúgó-bajnokság első osztálya az ugandai labdarúgás legmagasabb divíziója.

## A 2022-2023-as bajnokság csapatai
| Klub                              | Város      | Alapítva |
| --------------------------------- | ---------- | -------- |
| Arua Hill SC                      | Kampala    |          |
| Blacks Power FC                   | Kampala    |          |
| Bright Stars FC                   | Kampala    | 1997     |
| Bul FC                            | Jinja      | 2008     |
| Busoga United FC                  | Jinja      | 2012     |
| Express FC                        | Kampala    | 1957     |
| Gadaffi FC                        | Kampala    |          |
| Kampala Capital City Authority FC | Kampala    | 1965     |
| Kyetume FC                        | Mukono     |          |
| Maroons FC                        | Kampala    | 1965     |
| Onduparaka SC                     | Onduparaka | 2011     |
| Uganda Peoples Defence Force FC   | Kampala    | 2016     |
| Uganda Revenue Authority SC       | Kampala    | 1997     |
| Villa SC                          | Kampala    | 1975     |
| Vipers SC                         | Kitende    | 1969     |
| Wakiso Giants FC                  | Kampala    | 2009     |

## Bajnokcsapatok
| - 1968 : Prisons (Kampala) - 1969 : Prisons (Kampala) - 1970 : Coffee United (Kakira) - 1971 : Simba (Lugazi) - 1974 : Express (Kampala) - 1975 : Express (Kampala) - 1976 : Kampala Capital City Council (Kampala) - 1977 : Kampala Capital City Council (Kampala) - 1978 : Simba (Lugazi) - 1979 : Uganda Commercial Bank (Kampala) - 1980 : Nile Breweries (Jinja) - 1981 : Kampala Capital City Council (Kampala) - 1982 : Villa SC (Kampala) - 1983 : Kampala Capital City Council (Kampala) - 1984 : Villa SC (Kampala) - 1985 : Kampala Capital City Council (Kampala) - 1986 : Villa SC (Kampala) - 1987 : Villa SC (Kampala) - 1988 : Villa SC (Kampala) - 1989 : Villa SC (Kampala) | - 1990 : Villa SC (Kampala) - 1991 : Kampala Capital City Council (Kampala) - 1992 : Villa SC (Kampala) - 1993 : Express (Kampala) - 1994 : Villa SC (Kampala) - 1995 : Express (Kampala) - 1996 : Express (Kampala) - 1997 : Kampala Capital City Council (Kampala) - 1998 : Villa SC (Kampala) - 1999 : Villa SC (Kampala) - 2000 : Villa SC (Kampala) - 2001 : Villa SC (Kampala) - 2002 : Villa SC (Kampala) - 2003 : Villa SC (Kampala) - 2004 : Villa SC (Kampala) - 2005 : Police (Jinja) - 2006 : Uganda Revenue Authority (Kampala) - 2007 : Uganda Revenue Authority (Kampala) - 2008 : Kampala Capital City Council (Kampala) - 2009 : Uganda Revenue Authority (Kampala) | - 2010 : Bunamwaya (Wakiso) - 2011 : Uganda Revenue Authority (Kampala) - 2012 : Express (Kampala) - 2013 : KCCA (Kampala) - 2014 : KCCA (Kampala) - 2015 : Vipers (Wakiso) - 2016 : KCCA (Kampala) - 2017 : KCCA (Kampala) - 2018 : Vipers (Wakiso) - 2019 : KCCA (Kampala) - 2020 : Vipers (Wakiso) - 2021 : Express (Kampala) - 2022 : Vipers (Wakiso) |

## Eddigi bajnokok
| Csapat         | Korábbi név                  | Település | Bajnoki cím | Bajnoki szezon                                                                                    |
| -------------- | ---------------------------- | --------- | ----------- | ------------------------------------------------------------------------------------------------- |
| Villa SC       | Nakivubo Boys Nakivubo Villa | Kampala   | 16          | 1982, 1984, 1986, 1987, 1988, 1989, 1990, 1992, 1994, 1998, 1999, 2000, 2001, 2002, 2002–03, 2004 |
| KCCA           | Kampala City Council         | Kampala   | 13          | 1976, 1977, 1981, 1983, 1985, 1991, 1997, 2007–08, 2012–13, 2013–14, 2015–16, 2016–17, 2018–19    |
| Express        | Express Red Eagles           | Kampala   | 7           | 1974, 1975, 1993, 1995, 1996, 2011–12, 2020–21                                                    |
| Vipers         | Bunamwaya                    | Wakiso    | 5           | 2009–10, 2014–15, 2017–18, 2019–20, 2021–22                                                       |
| URA            | —                            | Kampala   | 4           | 2006, 2006–07, 2008–09, 2010–11                                                                   |
| Maroons        | Prisons                      | Kampala   | 2           | 1968–69, 1969                                                                                     |
| Simba          | Army                         | Lugazi    | 2           | 1971, 1978                                                                                        |
| Coffee United  | —                            | Kakira    | 1           | 1970                                                                                              |
| Nile Breweries | —                            | Jinja     | 1           | 1980                                                                                              |
| Police         | —                            | Jinja     | 1           | 2005                                                                                              |
| UCB            | —                            | Kampala   | 1           | 1979                                                                                              |

## Gólkirályok
| Szezon  | Gólkirály                          | Csapat        | Gólok |
| 1968–69 | John Owubwe                        | Simba         |       |
| 1969    | Ali Kitonsa                        | Express       | 36    |
| 1970    | Erickson Matega                    | Express       |       |
| 1971    | Polly Ouma                         | Simba         | 18    |
| 1972    | Paschal Luwagga                    | Express       |       |
| 1973    | Joy Ssebuliba                      | Lint          | 17*   |
| 1974    | Peter Kirumira                     | Express       | 14    |
| 1975    | Chris Ddungu                       | KCC           | 12    |
| 1976    | John Ntesibe                       | Express       | 22    |
| 1977    | Denis Obua                         | Police        | 24    |
| 1978    | Jimmy Kirunda                      | KCC           | 32    |
| 1979    | Davis Kamoga                       | KCC           | 18    |
| 1980    | Davis Kamoga                       | KCC           | 21    |
| 1981    | Issa Ssekatawa                     | Nytil         | 18    |
| 1982    | Issa Ssekatawa                     | Express       | 22    |
| 1983    | Issa Ssekatawa                     | Express       | 21    |
| 1984    | Frank Kyazze                       | KCC           | 18    |
| 1985    | Frank Kyazze                       | KCC           | 28    |
| 1986    | Charles Letti                      | Tobacco       | 29    |
| 1987    | Majid Musisi                       | Villa         | 28    |
| 1988    | Mathias Kaweesa                    | Nsambya       | 17    |
| 1989    | Majid Musisi                       | Villa         | 15    |
| 1990    | Majid Musisi                       | Villa         | 28    |
| 1991    | Mathias Kaweesa                    | Coffee United | 18    |
| 1992    | Majid Musisi                       | Villa         | 29    |
| 1993    | Mathias Kaweesa                    | Villa         | 20    |
| 1994    | Adolf Bora                         | Coffee United | 21    |
| 1995    | Ibrahim Kizito                     | UEB           | 20    |
| 1996    | David Kiwanuka                     | UEB           | 21    |
| 1997    | Jackson Mayanja Charles Ogwang     | KCC Umeme     | 18    |
| 1998    | Charles Kayemba                    | Villa         | 18    |
| 1999    | Andrew Mukasa                      | Villa         | 45    |
| 2000    | Andrew Mukasa                      | Villa         | 27    |
| 2001    | Hassan Mubiru                      | Express       | 27    |
| 2002    | Hassan Mubiru                      | Express       | 22    |
| 2002–03 | Hassan Mubiru                      | Express       | 16    |
| 2004    | David Kiwanuka Robert Ssentongo    | URA Simba     | 10    |
| 2005    | Martin Muwanga Geoffrey Sserunkuma | Police KCC    | 8     |
| 2006    | Dan Walusimbi                      | Police        | 15    |
| 2006–07 | Hamis Kitagenda                    | URA           | 20    |
| 2007–08 | Brian Umony Olobo Bruno            | KCC Police    | 15    |
| 2008–09 | Peter Ssenyonjo                    | Police        | 22    |
| 2009–10 | Tony Odur                          | Bunamwya      | 21    |
| 2010–11 | Diego Hamis Kiiza                  | URA           | 14    |
| 2011–12 | Robert Ssentongo                   | URA           | 13    |
| 2012–13 | Herman Wasswa                      | Villa és KCC  | 20    |
| 2013-14 | Tony Odur Francis Solaki           | KCC Soana     | 15    |
| 2014-15 | Robert Ssentongo                   | URA           | 15    |
| 2015-16 | Robert Ssentongo                   | URA           | 18    |
| 2016-17 | Geoffrey Sserunkuma                | KCCA          | 20    |
| 2017-18 | Dan Sserunkuma                     | Vipers        | 17    |
| 2018-19 | Juma Balinya                       | Police        | 19    |
| 2019-20 | Steven Mukwala                     | URA           | 13    |
| 2020-21 | Yunus Sentamu                      | Vipers        | 16    |
| 2021-22 | Cesar Manzoki                      | Vipers        | 18    |

Notes:
- Az 1973-as bajnokságban Joy Ssebuliba 17 góllal vezette a góllövőlistát, viszont az országban dúló polgárháború miatt félbehagyták a pontvadászatot.[5]